# Grizzly (cómic)
Grizzly es el nombre de cuatro personajes, sin relación entre ellos, que aparecen en los cómics publicados por Marvel Comics. Uno es un bandido del Viejo Oeste, otro es un agente de A.I.M., otro es enemigo de Spider-Man, y el cuarto es un mutante que fue miembro de la Media Docena.

## Historial de publicaciones
El tercer Grizzly es el exluchador Maxwell «Max» Markham, uno de los enemigos de Spider-Man. Apareció por primera vez en The Amazing Spider-Man #139 (diciembre de 1974) y fue creado por Gerry Conway y Ross Andru.
El cuarto Grizzly es Theodore Winchester. Apareció por primera vez en X-Force #8 y fue creado por Rob Liefeld.

## Biografías ficticias de los personajes

### Grizzly (Ace Fenton)
Ace Fenton es un criminal del Viejo Oeste que se hace llamar Grizzly. Mientras Grizzly se escapaba con el dinero que robó del banco, entró en conflicto con Dos Pistolas Kid y el Látigo Kid. Después de que su rifle se quedó sin balas, se fue con su traje forrado de acero que lo protegía contra las balas. Cuando Látigo Kid era sospechoso de robar un tren, Dos Pistolas Kid le aconsejó entregarse. El propio Ace Fenton comenzó a suscitar al pueblo de Tombstone para volverlos contra el Látigo Kid alegando que él entrenó al Grizzly para robar un tren. En el día del juicio, Grizzly irrumpió en la sala del tribunal y secuestró a Látigo Kid para que se vea como que son socios en el crimen. Trató de matar a Látigo Kid, pero esto falló y le quitaron la máscara. Látigo Kid no fue capaz de echar un vistazo a la cara de Grizzly cuando él salió corriendo. Látigo Kid y Dos Pistolas Kid encontraron su traje vacío y se dirigieron a un salón que el Grizzly había hecho el error. Cuando Ace Fenton se reveló como el Grizzly, él y Látigo Kid entraron en un tiroteo. Látigo Kid derrotó a Ace Fenton y lo entregó a las autoridades.

### Grizzly (sin revelar)
A.I.M. había enviado a Grizzly y al Agente R-2 a capturar a un científico atómico llamado Paul Fosgrave en la Universidad de Manning. Haciéndose pasar por estudiantes, persuadieron a Mart Baker para que les ayude utilizando el Hipno-Rayo para convertir las protestas en actividades hostiles como una cubierta para capturar a Paul Fosgrave.
Mart Baker exigió que su comité sea colocado en control de la universidad y el alumnado dividido contra cada uno resulta en una pelea masiva. El Capitán América se presentó en la escena y M.O.D.O.K. le indicó a Grizzly y al Agente R-2 que capturaran a Paul Fosgrave inmediatamente. A medida que trajeron a Paul Fosgrave a la azotea donde su helicóptero portátil estaba esperando, el Capitán América los persiguió con la ayuda de Mart Baker (quien se enteró de que fue engañado por ellos). Grizzly trató de escapar en el helicóptero con Paul Fosgrave, pero el Capitán América derribó el helicóptero de un disparo con la pistola de Grizzly. Fosgrave fue llevado a un lugar seguro, el Agente R-2 fue derrotado, y Mart Baker y sus seguidores recibieron amnistía de parte de la Universidad. El destino de Grizzly después del accidente de helicóptero está sin revelar.

### Grizzly (Maxwell Markham)
El Grizzly u Oso Pardo (Maxwell Markham) es un personaje ficticio del Universo Marvel. Él es un exluchador llamado Maxwell Markham, que resulta ser uno de los enemigos de Spider-Man. Apareció por primera vez en The Amazing Spider-Man #139 (diciembre de 1974) y fue creado por Gerry Conway y Ross Andru.
Markham es un luchador profesional que compitió utilizando el nombre de guerra de Grizzly. Sus acciones violentas lo llevaron a la atención de J. Jonah Jameson cuyo artículo hizo que expulsaran a Maxwell de la lucha libre. Diez años más tarde, se reunió con el Chacal que le dio un traje de oso pardo y un arnés de exoesqueleto que amplifica su fuerza y durabilidad. Él utilizó este arnés para atacar el Daily Bugle en un intento de venganza contra Jameson por arruinar su carrera como luchador, pero Spider-Man lo derrotó. El Grizzly intentó derrotar a Spider-Man junto al Chacal, pero fue derrotado de nuevo por Spider-Man y fue a la cárcel.
Después de su liberación, Markham le llevó su traje de oso pardo y su arnés de exoesqueleto al Chapucero para que sean reparados y mejorados. El Grizzly exigió una revancha con Spider-Man para que pudiera vengarse de Spider-Man y quedar bien entre sus pares. Spider-Man fingió la derrota, permitiendo que Grizzly pensara que lo derrotó.
Más tarde se unió al Gibón, la Mancha, y el Canguro II para convertirse en la Legión de Perdedores. Planeando sólo vengarse de Spider-Man, Grizzly y Gibón se sorprendieron al ver a Canguro y Mancha robar un banco. Ellos capturaron a Spider-Man, pero lo liberaron, alegando que "Es un tipo bien". Grizzly y Gibón se unieron con Spider-Man para capturar al Canguro y la Mancha. Grizzly y Gibón después se convirtieron en justicieros y ayudaron a Spider-Man (disfrazado como el Asombroso Hombre Bolsa) de nuevo para detener el robo a un banco del Conejo Blanco.
En un momento, bajo libertad condicional, trata de cambiar su vida. Su deseo de seguir llevando el traje, varios accidentes y la interferencia de sus amigos criminales hacen su vida mucho más miserable.
Él fue traído por S.H.I.E.L.D. en un momento u otro, y su interrogatorio arrojó información clave que llevaría a los eventos de la Guerra Secreta.
Más tarde está recibiendo servicios jurídicos de las oficinas de abogados que emplean a Hulka. Había sido acusado de un robo en el Madison Square Garden, pero su defensa iba a ser que lo habían visto combatiendo a Power Pack en Nueva Jersey al mismo tiempo. 
Grizzly conoce a Starfox, momentos más tarde. Sin entender que los empresarios de Walter han adquirido villanos para un cliente, él cree que su viejo camarada de los Vengadores está siendo amenazado por supervillanos. Grizzly es fichado por Starfox.
Durante un tiempo, Maxwell trabaja como un matón del criminal Cabeza de Martillo. Con un nuevo traje y colmillos, se alía con un Boomerang estilizado. En un punto, se dice que tiene un hijo, que él utilizó el fondo universitario de su hijo a pagar por los colmillos super-humanos.
Maxwell es un perdedor confesó en el velorio del Zancudo. Casi todos los supervillanos en el velorio fueron víctimas de asesinato/intento de asesinato: el Castigador disfrazado como camarero, envenena las bebidas, y luego hizo estallar el bar. Debido a la atención médica inmediata, no hubo víctimas reales.
Alyosha Kraven después comenzó a coleccionar un zoológico de superhumanos con temas de animales, incluyendo a Boa Constrictor, Gárgola, Tiburón Tigre, Canguro, Aragorn, Buitre, Mangosta, Hombre-Toro, Hombre Dragón, Enjambre, Mandril, Hombre Rana, y Rhino. Al final, el Castigador logró sabotear este zoológico, aunque el propio Kraven escapó a la Tierra Salvaje.
El miedo de Stephen Colbert a los osos es bien conocido. Así que el Grizzly era la elección natural para un villano, cuando Colbert se asoció con Spider-Man como parte de una historia, donde Stephen Colbert es un candidato importante para la presidencia en el Universo Marvel ficticio. El Encapuchado envía a Grizzly a sacar al Castigador y cualquier persona que trabaje con él. Sin embargo, Grizzly entró en una trampa, con nada más que explosivos esperándolo, que luego detonó el asistente del Castigador. Grizzly sobrevivió de alguna manera a la explosión, y fue uno de los criminales que se enfrentaron después al Castigador.
Norman Osborn anota a Grizzly en los Thunderbolts, enviándolo en una misión para ayudarlos contra los Agentes de Atlas. Grizzly también es hecho el comandante de un escuadrón de agentes de la A.A.T.A.E.. Grizzly también se une a los Thunderbolts en su misión para recuperar la lanza de Odín durante el Sitio de Asgard.
Durante la historia de la Edad Heroica, Grizzly apareció como un interno en La Balsa cuando Henry Pym trae a los estudiantes de la Academia Vengadores por un recorrido.
Más tarde, Hobgoblin le dio una versión mejorada de uno de los viejos trajes de oso de exoesqueleto de Grizzly a un criminal anónimo que tomó el nombre de Bruin para construir su reputación. Él, Blaze II y Devil-Spider II participaron en un atraco hasta que se encontraron con Superior Spider-Man (la mente del Doctor Octopus en el cuerpo de Spider-Man) en el simbionte Venom.
Grizzly luego asistió a un grupo de apoyo llamado Supervillanos Anónimos que se llevó a cabo en una iglesia y también asistieron Boomerang, Doctor Bong, Hippo, Looter, Mirage, Puercoespín II y otros. En otra reunión de Supervillanos Anónimos, Grizzly y Looter hablan sobre sus encuentros con Spider-Man.
Mientras luce una nueva versión de su traje de exoesqueleto de oso, Grizzly viaja a Miami y ataca a Scott Lang, confundiéndolo con su enemigo Eric O'Grady y sin saber que Eric está muerto. Después de que se aclara el malentendido, Scott le ofrece a Grizzly un trabajo en Ant-Man Security Solutions, recientemente establecida. En nombre de Scott Lang, Grizzly reclutó a Machinesmith para ayudar a rescatar a Cassandra Lang de Empresas Tecnológicas Cross, y luego lo ayudó contra un ataque de venganza de Darren Cross, Crossfire y Egghead.
Durante la historia de "Secret Empire", Grizzly y Machinesmith se unen al Ejército del Mal durante el ascenso al poder de HYDRA.

### Grizzly (Theodore Winchester)
Grizzly (Theodore Winchester) es un personaje ficticio del universo de Marvel Comics, que es un mutante y un viejo amigo de Cable, pero le lavó el cerebro el hijo de Cable Génesis para convertirse en un enemigo. Apareció por primera vez en X-Force #8 y fue creado por Rob Liefeld.
Grizzly fue uno de los miembros del grupo de mercenarios de Cable originalmente llamado Grupo Salvaje. Grizzly participó en la incursión del Grupo Salvaje en una base de Hydra hace diez años. Grizzly también participó en la misión del Grupo Salvaje en Irán. A causa de los conflictos con el grupo del mismo nombre de Marta Plateada, más tarde cambiaron su nombre a la Media Docena. Grizzly participó en los enfrentamientos de la Media Docena con Dyscordia en Afganistán y en Uruguay. Durante una misión para el traficante de armas Tolliver, la Media Docena se deshizo.
años más tarde, G. W. Bridge, otro miembro de Media Docena, le pidió a Grizzly que se uniera a Arma P.R.I.M.E., un grupo creado para capturar a Cable. Arma P.R.I.M.E. atacó a Cable y su equipo, X-Force. Grizzly fue derrotado por Sendero de Guerra, y la misión fracasó.
Grizzly dejó el equipo, y luego se asoció con Dominó en su búsqueda de X-Force. Grizzly se reunió luego con el también exmiembro de Media Docena Martillo. Grizzly, Dominó, y Martillo capturaron a la metamorfa, Vanessa. Dominó se unió a X-Force poco después y Grizzly se fue a casa a llevar una vida tranquila.
Algún tiempo más tarde, se convirtió en un asesino en serie mientras está bajo el control mental de Génesis, el hijo de Cable. Dominó investigó las muertes y luchó con Grizzly. Se vio obligada a matarlo, pero le prometió al moribundo Grizzly no decirle a Cable acerca de las acciones de su hijo.
Grizzly reapareció con vida en Deadpool & Cable: Split Second.

## Poderes y habilidades
La versión de Ace Fester de Grizzly llevaba un traje de oso pardo que está recubierto con aceros para protegerlo de las balas. Él puede usar sus patas para manipular rifles.
La versión de A.I.M. de Grizzly utiliza una pistola láser en combate.
La versión de Maxwell Markham de Grizzly lleva un exoesqueleto que le otorga una fuerza sobrehumana y durabilidad, diseñado por el profesor Miles Warren, y posteriormente modificado por el Chapucero. El traje de Grizzly también tiene garras afiladas. Como un exluchador profesional, es experto en el combate cuerpo a cuerpo.
La versión de Theodore Winchester de Grizzly es un mutante quien nació con una fuerza, velocidad, resistencia, sentidos y tamaño sobrehumanos. Su apariencia es una piel de color naranja rojizo peluda y tiene colmillos y garras afilados. A veces utiliza armas de fuego convencionales.

## Otras versiones

### Age of Apocalypse
En la línea temporal de Era de Apocalipsis, Theodore Winchester era un asesino en masa bestial y uno de los secuaces de Dominó. Ellos trabajaron para Apocalipsis. Atacaron el grupo de resistencia de Forja, los Desterrados.
Grizzly fue asesinado por Forja y Sonique después de matar a su amigo Sapo.

### Ultimate Marvel
Grizzly de Ultimate Marvel fue introducido en la segunda parte del arco argumental "Cable" comenzando en Ultimate X-Men #76. Esta versión es del futuro de Cable Ultimate y parece asemejarse a un nativo americano taciturno con pelo largo y oscuro cuando está en forma humana y se asemeja más a literalmente un oso pardo después de transformarse para la batalla. Su contraparte actual aparece en Ultimate X-Men #81 como estudiante en la escuela.

## En otros medios

### Televisión
- La versión de Maxwell Markham de Grizzly aparece en la segunda temporada de Ultimate Spider-Man episodio 9 "Arresto domiciliario", con la voz de John DiMaggio.[42] Esta versión lleva una armadura con temas de oso. Se le representa como estando en la lista de los más buscados por S.H.I.E.L.D.. Spider-Man lucha contra Grizzly hasta que su equipo llegó. Spider-Man fue capaz de derrotar a Grizzly, que aterriza en el contenedor de basura, cuando llega la policía. En la tercera temporada, episodio 19, "En Busca de Burritos", aparece con Shocker y Boomerang siendo hipnotizados por Mesmero en enfrentar a Spider-Man, Power Man y Chica Ardilla. Durante la lucha contra Mesmero en la azotea del edificio, Chica Ardilla logró sacar a Grizzly de la azotea al caer y entra en un contenedor de basura (así como lo hizo Spider-Man una vez).

### Videojuegos
- La versión de Theodore Winchester de Grizzly apareció como el primer jefe en X-Men Legends II: Rise of Apocalypse con la voz de Keith Ferguson. Él afirma que trabaja para Apocalipsis porque le permitió volverse loco y matar gente. Jean cree que él ser controlado, pero se niega a dejar que lo ayude. Él tiene un diálogo especial con el Hombre de Hielo y Jean Grey[43]